# 51829 Williemccool
51829 Williemccool eller 2001 OD41 är en asteroid i huvudbältet som upptäcktes den 21 juli 2001 av NEAT vid Palomar-observatoriet. Den är uppkallad efter den amerikanska astronauten William C. McCool som omkom i olyckan med rymdfärjan Columbia den 1 februari 2003.
Den tillhör asteroidgruppen Vesta.